# The Hopeless Case
The Hopeless Case (em italiano: Il caso senza speranza), também conhecido como The Cobbler (em italiano: Il Ciabattino), é uma obra única do artista italiano Antonio Rotta. Finalizada em agosto de 1871, a pintura é uma das mais famosas da pintura de gênero e está exposta no Walters Art Museum, em Baltimore, Maryland (Estados Unidos).  
Em 1878, a obra foi adquirida pessoalmente pelo presidente William Thompson Walters para o museu. Desde então, integra a coleção permanente da instituição, atraindo inúmeros visitantes, inclusive de fora dos Estados Unidos. Seu número de catálogo é 37.182.  

## Descrição
Uma jovem vestindo um típico xale veneziano escuta estoicamente o sapateiro relatar a condição desesperada de sua bota. O artista retratou este interior desordenado com detalhes característicos. Rotta nasceu na Itália, e frequentou a Academia de Belas Artes de Veneza em 1828. Ele mostrou trabalho na Exposição de Belas Artes de Milão em 1853 e ganhou uma medalha em 1878 na Exposição do Salão de Paris. Muitas vezes ele pintou cenas ternas, incluindo crianças ou idosos.

## Inscrição
Assinatura na parte inferior direita: Antonio Rotta; Data no canto inferior direito: Venezia 1871.

## Exibição
- Um baltimoreano em Paris: George A. Lucas, 1860-1909. A Galeria de Arte Walters, Baltimore. 1979
- De Rye a Raphael: A História de Walters. O Museu de Arte Walters, Baltimore. 2014-2016.

## Localização dentro doMuseu de Arte Walters
Centre Street: Quarto Andar: De Rye a Raphael, a História de Walters.